# Казе Донолато (Венеција)
Казе Донолато (итал. Case Donolato) је насеље у Италији у округу Венеција, региону Венето.
Према процени из 2011. у насељу је живело 28 становника. Насеље се налази на надморској висини од 3 м.